# تاريخ فنزويلا (1948-1958)
عاشت فنزويلا عشر سنوات من الديكتاتورية العسكرية من 1948 حتى 1958. بعد الانقلاب الفنزويلي عام 1948 الذي أنهى تجربةً ديمقراطية دامت ثلاث سنوات («الترينيو أديكو»)، إذ بسط ثلاثة من الأفراد العسكريين سيطرتهم على الحكومة حتى عام 1952، عندما أُجريت الانتخابات الرئاسية. كان هؤلاء الثلاثة يتمتّعون بحرية تخوّل لهم الخروج بنتائج لا تقبل بها الحكومة، مما دفعهم إلى افتعال حكومة، وإلى تولّي أحد القادة الثلاثة، ماركوس بيريز خيمينيز، مقاليد الرئاسة. وضع الانقلاب الفنزويلي في عام 1958 نهاية حكومته، وقد شهد الانقلاب بزوغ فجر الديمقراطية من خلال حكومةٍ انتقالية تحت قيادة الأدميرال فولفغانغ ارازابال قادت البلاد إلى حين انتخابات ديسمبر 1958. قبل الانتخابات، وقّعت ثلاثة من الأحزاب السياسية الرئيسية (مع الاستبعاد الملحوظ للحزب الشيوعي الفنزويلي) على اتفاق بونتوفيخو لتقاسم السلطة.

## خلفية الأحداث
كانت «الترينيو أديكو» فترة استمرّت ثلاث سنوات في التاريخ الفنزويلي، من 1945 إلى 1948، في ظلّ الحكومة الديمقراطية الاشتراكية الماركسية لحزب العمل الديمقراطي («أكثيون ديموكراتيكا» (AD)، أتباع أديكوس). وصل الحزب إلى الحكم من خلال الانقلاب الفنزويلي عام 1945، الذي أطاح بالرئيس إزاياس ميدينا أنغاريتا، الذي أُطلق عليه اسم «ثورة أكتوبر» في 18 أكتوبر 1945. وأُجريت أوّل انتخابات عامة في التاريخ الفنزويلي. شهدت الانتخابات العامة الفنزويلية عام 1947 انتخاب حزب العمل الديمقراطي رسميًا للحكم، لكن الانقلاب الفنزويلي عام 1948 أزاحه عن السلطة بعد فترةٍ وجيزة.
لم يكن هناك أي حادثٍ محدّد أدّى إلى وقوع انقلاب عام 1948 الذي حدث دون إراقة دماء، وقاد الانقلاب العقيد كارلوس دلغادو شالبود. لم تكن هناك معارضة شعبية. ربما هذا يعني أن الحظوظ كانت كبيرة للغاية أو أن الجماهير متعددة الأعراق لم تلحظ أي تحسّنٍ واضح في حياتها على الرغم من الدعاية الحكومية المستمرّة. جرى طرد جميع الأديكوس البارزين. سُمِح بوجود الأحزاب الأخرى ولكن كُممت أفواهها.

## دلغادو شلبود (1948 - 1952)
كثيرًا ما يقول المؤرّخون الفنزويليون أن دلغادو شالبود كان يخطّط لإعادة الديمقراطية إلى فنزويلا. وإذا كانت هذه هي نيّته فعلًا، فإنه لم تُتح له الفرصة لتحقيق ذلك. ذات يوم في نوفمبر عام 1950، بينما كان يقود سيارته دون حراسة مارًّا بجزءٍ مشجر من كاراكاس باتجاه القصر الرئاسي، قطعت طريقه سيارات وخطفته. أخذه خاطفوه إلى منزلٍ منعزل في جنوب كاراكاس. جميع روايات هذا الحادث مُتفق عليها إلى حدٍ ما يما يتعلّق بانفجار بندقية أحد الخاطفين مما أدّى إلى إصابة زعيم الخاطفين، وأن دلغادو شلبود خرج من السيارة وواجه خاطفيه، وأنهم أطلقوا عليه النار أخيرًا إلى ان أردوه قتيلًا. قُتل الخاطف الرئيسي، ابن أخيه سيمون أوربينا، الذي كان ينزف بشدّة، سُرعان ما أُلقي القبض عليه وبعد ذلك، كما ورَد في الرواية الرسمية آنذاك، وهو يحاول الفرار. لا أحد يقبل بهذه الرواية، ولهذا السبب يُعتقد على نطاق واسع أن شريكه السياسي، بيريز خيمينيز، هو الذي أقدم على اغتيال دلغادو شلبود، ومع ذلك يعتقد البعض أن هذا غير مُرجّح لأن زوجة بيريز خيمينيز، دونيا فلور ماريا شلبود كاردونا دي بيريز خيمينيز، كانت ابنة عم دلغادو شلبود.

## دكتاتورية بيريز خيمينيز (1952 - 1958)
كان دلغادو شلبود قد شكّل حكمًا ثلاثيًا مع بيريز خيمينيز ولويس فيليبي جيوفيرا بايز. بعد وفاته، اختار المنتصران المتبقيان رئيسًا مدنيًا هو لويس جيرمان سواريز فلاميريش، الذي طرده الجيش في عام 1952، وأصبح بيريز خيمينيز الطموح ديكتاتورًا بموافقة يوفيرا بايز. أصبح الرائدان السابقان، اللذان رُقِّيا إلى عقيدين في الديمقراطية، جنرالين. لم يكن بيريز خيمينيز نفسه مثيرًا للإعجاب بدنيًا. إذ كان قصيرًا وأصلعًا وبدينًا ويقرأ الخُطب برتابة، على الرغم من أنه بالتأكيد على الصعيد الشخصي كان يجب أن يتمتّع ببعض الجاذبية. غلب على شخصيته قدر كبير من جنون العظمة عندما سأله أحد الصحفيين العاملين في مجلة «التايم» عن إرث روما الأعظم، إذ أجابه قائلًا: «آثارها»، أراد على ما يبدو أن يعطي الانطباع بأنه في الوقت الذي لا تزال فيه آثار روما هي كل ما بقي من عظمتها، سوف تتفوّق عظمته على مشاريع البناء الملهمة. من جانبٍ ما، هذا أمرٌ مفهوم. حصل بيريز خيمينيز، على عكس معظم الفنزويليين، على تعليم شامل من الأكاديميات العسكرية الفنزويلية والبيروفية التي ارتادها وتخرّج منها حاصلًا على أعلى درجات الشرف.
ومع حلول الوقت الذي تولّى فيه بيريز خيمينيز السلطة، نمّى خيمينيز نزعةً نحو البذخ الفاشي، متفاخرًا بمشاريعه الرامية إلى بناء فنزويلا كقوّةٍ رئيسية لأمريكا الجنوبية. كان أعظم الكتّاب الفنزويليين في ذلك الوقت (ولوقت طويل بعد ذلك) أرتورو أوسلار بييتري وأصبح مشهورًا على شاشات التلفزة بفضل السير الذاتية التحليلية التي أعدّها لشخصياتٍ تاريخية عظيمة. كان لدى أوسلار بييتري عبارة تهنئة: «وزّع النفط» (باللغة الإسبانية: "Sembrar el petroleo")، والتي أصبحت شعارًا وطنيًا يعني أن دخل الدولة النفطي يجب أن يستثمر استثمارًا مُنتجًا. لكن في فنزويلا «توزيع النفط» ضمنيًا «الموزّعين» ولم يكن لدى البلاد الكثير من هؤلاء. في الواقع، كان الفهم غير المعلن أن «توزيع النفط» يعني حقًا «منح الفنزويليين فرص عمل عن طريق خلق وظائف حكومية».
والسبب الآخر وراء «الكشف عن الآثار» الذي بيريز خيمينيز هو أن ما كان ينوي فعله كرئيس، بصرف النظر عن رغبته في ان يصبح ثريًا، وهو ما حصل فعلًا، وكما كان هدف الجنرال خوان فيسينتي غوميز، مع أعوانه العسكريين والمدنيين، ألا هو أن يبني ويبني ويبني، وهنا أيضًا كان ناجحًا بلا شك. من الإنصاف أن نشير هنا إلى أنه عندما أصبح غوميز فاحش الثراء، لم يكن بحوزته أيّ حسابٍ مصرفي أجنبي، ورغم أن بيريز خيمينيز لم يكن غنيًا بدرجة غنى غوميز، إلا أنه أرسل جميع أمواله إلى حساباتٍ خارجية. كان لدى بيريز خيمينيز أيضًا شرطة سرية فعّالة، لكن القصص المتعلّقة بالتعذيب والقتل كانت، مثلها مثل تلك المتعلقة بغوميز، في اساسها مجرّد تلفيقات كان الأديكوس المُحبط خلفها، على الرغم من أن أي شخصٍ يحاول في فنزويلا أن يكون ناشطًا في السر، يعلم أن سجنه أو رميه بالرصاص سيكون وشيكًا إذا قاوم. مثل جوميز، كان لدى بيريز خيمينيز مُنظّر، لوريانو فالينيلا لانز، الذي صادف أنه ابن المؤرّخ غوميز نفسه ولديه قناعات والده. كوالده، كان لوريانو عنصريًا أيضًا وأصبح وسيطًاعندما وضع سياسة الهجرة الوطنية. بحلول الوقت الذي كان بيريز خيمينيز قد استولى على كل السلطة، وعلى الرغم من صفاته غير المُلهمة التي تمكن من إدارتها، وصل تعداد سكان فنزويلا إلى حوالي خمسة ملايين نسمة. اعتمادًا على التدابير التي تُطبقها، يمكن القول بأن البلد يعاني من قلّة عدد السكان. إذا كنت تعتقد، على سبيل المثال، أن الكثافة السكانية ليست جيدة بالضرورة، عندئذٍ يمكن القول إن فنزويلا لم تكن مكتظة بالسكان ولكنها ناقصة التعليم. كانت فكرة فالينيلا لانز وبيريز خيمينيز هي فتح أبواب البلاد أمام أكبر عددٍ من الأوروبيين الذين يريدون القدوم، إذ اعتقد هُما، وفنزويليون كثيرون ليسوا من متعددي الأعراق، أن هذه الفكرة ستضرب عصفورين بحجر واحد: سوف ينمو عدد سكان البلاد، ولكن تلك الزيادة لن يمثلها بعض الأشخاص غير المتعلمين، بل أوروبيون، الذين بالرغم من أنهم قد يكونون في بلدانهم متواضعي التعليم، يتمتّعون بتعليم أعلى من المتوسط بالمقارنة مع معظم الفنزويليين. لقد أتت هذه السياسة بنتائج عكسية، إذ تسبّب المهاجرون من البلدان التي قدِموا منها بتقديم دفعة لوجود متعددي الأعراق (Pardos).